# HD 10307
HD 10307 è una stella nana gialla nella sequenza principale di magnitudine 4,9 situata nella costellazione di Andromeda. Dista 41 anni luce dal sistema solare.

## Osservazione
Si tratta di una stella situata nell'emisfero celeste boreale. La sua posizione moderatamente boreale fa sì che questa stella sia osservabile specialmente dall'emisfero nord, in cui si mostra alta nel cielo nella fascia temperata; dall'emisfero australe la sua osservazione risulta invece più penalizzata, specialmente al di fuori della sua fascia tropicale. La sua magnitudine pari a 4,9 fa sì che possa essere scorta solo con un cielo sufficientemente libero dagli effetti dell'inquinamento luminoso.
Il periodo migliore per la sua osservazione nel cielo serale ricade nei mesi compresi fra settembre e febbraio; nell'emisfero nord è visibile anche per un periodo maggiore, grazie alla declinazione boreale della stella, mentre nell'emisfero sud può essere osservata solo durante i mesi della tarda primavera e inizio estate australi.

## Caratteristiche fisiche
HD 10307 è un sistema binario formato da una stella nana gialla con caratteristiche simili a quelle del Sole; ha come compagna una debole nana rossa, poco studiata e che ruota attorno alla principale in poco meno di 20 anni su un'orbita eccentrica che la porta a variare la sua distanza dalla principale da 4,2 a 10,5 UA. La principale ha una massa paragonabile a quella del Sole, mentre il raggio e la luminosità sono superiori rispettivamente del 15% e 44% rispetto al Sole. Anche la metallicità e simile a quella solare, di conseguenza la stella è ritenuta una delle più adatte a ospitare pianeti terrestri potenzialmente abitabili, sebbene la compagna vicina potrebbe disturbare l'orbita di un pianeta terrestre posto nella zona abitabile della stella.
Possiede una magnitudine assoluta di 4,39 e la sua velocità radiale positiva indica che la stella si sta allontanando dal sistema solare.